# Parasabella oculea
Parasabella oculea är en ringmaskart som först beskrevs av Pillai 1965.  Parasabella oculea ingår i släktet Parasabella och familjen Sabellidae. Inga underarter finns listade i Catalogue of Life.